# Mehlville
Mehlville és una concentració de població designada pel cens dels Estats Units a l'estat de Missouri. Segons el cens del 2007 tenia 28.219 habitants.

## Demografia
Segons el cens del 2000, Mehlville tenia 28.822 habitants, 12.541 habitatges, i 7.775 famílies. La densitat de població era de 1.512 habitants per km².
Dels 12.541 habitatges en un 25,9% hi vivien nens de menys de 18 anys, en un 48,6% hi vivien parelles casades, en un 10,2% dones solteres, i en un 38% no eren unitats familiars. En el 32,5% dels habitatges hi vivien persones soles el 12,7% de les quals corresponia a persones de 65 anys o més que vivien soles. El nombre mitjà de persones vivint en cada habitatge era de 2,27 i el nombre mitjà de persones que vivien en cada família era de 2,9.
Per edats la població es repartia de la següent manera: un 21,2% tenia menys de 18 anys, un 9,4% entre 18 i 24, un 28,3% entre 25 i 44, un 23,1% de 45 a 60 i un 18% 65 anys o més.
L'edat mediana era de 39 anys. Per cada 100 dones de 18 o més anys hi havia 84,9 homes.
La renda mediana per habitatge era de 43.734 $ i la renda mediana per família de 55.202 $. Els homes tenien una renda mediana de 41.435 $ mentre que les dones 27.551 $. La renda per capita de la població era de 23.125 $. Entorn del 3,7% de les famílies i el 5,6% de la població estaven per davall del llindar de pobresa.

## Poblacions més properes
El següent diagrama mostra les poblacions més properes.